# Mol Len
Mol Len är ett berg i Indien, på gränsen till Burma.   Det ligger i distriktet Phek och delstaten Nagaland, i den östra delen av landet, 1 800 km öster om huvudstaden New Delhi. Toppen på Mol Len är 3 088 meter över havet.
Terrängen runt Mol Len är huvudsakligen bergig, men åt sydväst är den kuperad. Mol Len är den högsta punkten i trakten. Runt Mol Len är det mycket glesbefolkat, med 6 invånare per kvadratkilometer. Det finns inga samhällen i närheten. I omgivningarna runt Mol Len växer i huvudsak blandskog.